# Seleanșciîna, Cerneahiv
Seleanșciîna (în ucraineană Селянщина) este localitatea de reședință a comunei Seleanșciîna din raionul Cerneahiv, regiunea Jîtomîr, Ucraina.

## Demografie
Componența lingvistică a localității Seleanșciîna
     Ucraineană (98,76%)
     Alte limbi (0,99%)
Conform recensământului din 2001, majoritatea populației localității Seleanșciîna era vorbitoare de ucraineană (98,76%), existând în minoritate și vorbitori de alte limbi.